# Noémi Háfra
Noémi Háfra (* 5. Oktober 1998 in Cegléd, Ungarn) ist eine ungarische Handballspielerin.

## Karriere
Noémi Háfra begann das Handballspielen im Jahre 2010 bei Gyömrő VSK. Im Jahre 2014 schloss sie sich dem ungarischen Erstligisten Ferencváros Budapest an. Die auf allen Rückraumpositionen einsetzbare Spielerin gewann 2015 und 2021 die ungarische Meisterschaft. Háfra ist Rechtshänderin, jedoch verfügt sie über eine gute Passqualität mit der linken Hand. Nachdem Háfra in der Saison 2016/17 an MTK Budapest ausgeliehen wurde, kehrte sie wieder zu Ferencváros Budapest zurück. In der Saison 2021/22 lief sie beim Ligakonkurrenten Győri ETO KC auf. Mit Győr gewann sie 2022 die ungarische Meisterschaft. Anschließend wurde sie am dänischen Erstligisten Odense Håndbold ausgeliehen. Im Oktober 2022 zog sie sich einen Kreuzbandriss zu. Im Februar 2023 wurde ihr Vertrag auf eigenen Wunsch hin aufgelöst. Sie kehrte daraufhin nach Ungarn zurück und setzt ihr Rehaprogramm bei Győr fort. Am dem Saisonbeginn 2023/24 war sie am montenegrinischen Erstligisten ŽRK Budućnost Podgorica ausgeliehen. Seit dem Dezember 2023 läuft sie auf Leihbasis für den deutschen Bundesligisten SG BBM Bietigheim auf, deren Profimannschaft sich im Sommer 2024 dem Verein HB Ludwigsburg anschloss. Mit Bietigheim gewann sie 2024 die deutsche Meisterschaft. Im Oktober 2024 wurde ihr Leihvertrag mit HB Ludwigsburg aufgelöst und sie unterschrieb einen Vertrag beim ungarischen Erstligisten Váci NKSE. Zur Saison 2025/26 wird sie zum Ligakonkurrenten Mosonmagyaróvári KC SE wechseln.
Noémi Háfra gewann mit der ungarischen U17-Auswahl die Bronzemedaille bei der U-17-Europameisterschaft 2015. Mittlerweile gehört sie dem Kader der ungarischen Frauen-Nationalmannschaft an. Mit Ungarn nahm sie an der Weltmeisterschaft 2017 teil. Háfra gewann 2018 die U-20-Weltmeisterschaft und wurde zusätzlich in das All-Star-Team gewählt. Bei der Europameisterschaft 2018 belegte sie den siebten Platz und wurde zusätzlich in das All-Star-Team gewählt. Mit der ungarischen Auswahl nahm sie an den Olympischen Spielen in Tokio teil.

## Sonstiges
Ihre Schwester Luca spielt ebenfalls Handball.